# 埃尔·利西茨基
埃尔·利西茨基（本名「拉扎尔·马尔科维奇·利西茨基」；常用名为埃尔·利西茨基，1890年11月23日—1941年12月30日），為蘇聯藝術家、設計師、攝影師、印刷家、辯論家和建築師。他是俄羅斯先鋒派的重要人物。與他的導師馬列維奇協助發展至上主義。為蘇聯設計無數展覽品和宣傳品。他的作品大大影響包豪斯和建構主義運動，而且，他試驗生產技巧和修辭格，這主宰20世紀的圖形設計。